# Campionato Europeo Supermoto 2001
Nel 2001 si disputa l'ultimo Campionato Europeo Supermoto come massima competizione, prima della nascita, l'anno successivo, del Campionato del Mondo. Il campione sarà il belga Eddy Seel su Husqvarna a cui andrà anche il titolo costruttori.
La formula di gara ricalca quella che verrà utilizzata dal Campionato Mondiale Supermoto 2005 in avanti. Ogni GP consiste in due manche, e in ciascuna il primo classificato ottiene 25 punti. Perciò il punteggio massimo ottenibile in un GP è di 50 punti.

## Gare del 2001
|   | Paese       | Località    | Data        |
| 1 | Paesi Bassi | Venray      | 27 maggio   |
| 2 | Belgio      | Mettet      | 1º luglio   |
| 3 | Francia     | Alpe d'Huez | 5 agosto    |
| 4 | Italia      | Varano      | 7 ottobre   |
| 5 | Francia     | Belmont     | 4 novembre  |
| 6 | Grecia      | Megara      | 18 novembre |

## Principali piloti iscritti nel 2001
|    | Pilota                | Costruttore | Moto             |
| -- | --------------------- | ----------- | ---------------- |
| 1  | Thierry Van Den Bosch | KTM         | LC4 660 Factory  |
| 2  | Jürgen Künzel         | KTM         | LC4 660 Factory  |
| 3  | Boris Chambon         | Husqvarna   | SM 570RR Factory |
| 4  | William Rubio         | Husqvarna   | SM 570RR Factory |
| 5  | Klaus Kinigadner      | KTM         | LC4 660 Factory  |
| 6  | Eddy Seel             | Husqvarna   | SM 570RR Factory |
| 10 | Marcel Goetz          | KTM         | LC4 653          |
| 12 | Gerald Delepine       | Honda       | XR 650 R         |

## Classifica finale piloti (Top 7)
| Pos | Pilota                | Moto      | NLD 1 | NLD 2 | BEL 1 | BEL 2 | FRA 1 | FRA 2 | ITA 1 | ITA 2 | FRA 1 | FRA 2 | GRE 1 | GRE 2 | Punti |
| --- | --------------------- | --------- | ----- | ----- | ----- | ----- | ----- | ----- | ----- | ----- | ----- | ----- | ----- | ----- | ----- |
| 1   | Eddy Seel             | Husqvarna | 1     | 1     | 2     | rit.  | 2     | 2     | rit.  | 1     | 2     | 4     | 1     | 2     | 213   |
| 2   | Boris Chambon         | Husqvarna | 5     | 5     | 5     | 8     | 4     | 5     | 4     | rit.  | 3     | 2     | 2     | 1     | 159   |
| 3   | Thierry Van Den Bosch | KTM       | 16    | 9     | 1     | rit.  | 1     | 1     | 3     | rit.  | 1     | 1     | 6     | rit.  | 158   |
| 4   | Jürgen Künzel         | KTM       | rit.  | 2     | 3     | 6     | 5     | 3     | 1     | 2     | rit.  | 3     | 17    | 6     | 144   |
| 5   | William Rubio         | Husqvarna | 6     | rit.  | rit.  | 1     | 3     | rit.  | 5     | 7     | 4     | rit.  | 4     | 4     | 110   |
| 6   | Klaus Kinigadner      | KTM       | rit.  | 4     | 4     | 2     | 6     | rit.  | rit.  | 7     | 11    | 17    | 3     | 3     | 104   |
| 7   | Gerald Delepine       | Honda     | 8     | 8     | 7     | 5     | 11    | 6     | 6     | 8     | 8     | 15    | 5     | 5     | 100   |
| Pos | Pilota                | Moto      | NLD 1 | NLD 2 | BEL 1 | BEL 2 | FRA 1 | FRA 2 | ITA 1 | ITA 2 | FRA 1 | FRA 2 | GRE 1 | GRE 2 | Punti |